# ガラクトン酸デヒドラターゼ
ガラクトン酸デヒドラターゼ(Galactonate dehydratase、EC 4.2.1.6)、以下の化学反応を触媒する酵素である。
D-ガラクトン酸{\displaystyle \rightleftharpoons }2-デヒドロ-3-デオキシ-D-ガラクトン酸 + H2O
従って、この酵素の基質はD-ガラクトン酸のみ、生成物は2-デヒドロ-3-デオキシガラクトン酸と水の2つである。
この酵素はリアーゼ、特に炭素-酸素結合を切断するヒドロリアーゼに分類される。系統名は、D-ガラクトン酸 ヒドロリアーゼ (2-デヒドロ-3-デオキシ-D-ガラクトン酸形成)(D-galactonate hydro-lyase (2-dehydro-3-deoxy-D-galactonate-forming))である。この酵素は、ガラクトース代謝に関与している。